# Sentimentale: le più belle canzoni d'amore...
Sentimentale: le più belle canzoni d'amore dei Matia Bazar è la decima raccolta dei Matia Bazar, pubblicata su CD dalla Virgin Dischi (catalogo 243 8 50970 2) nel 2001.

## Descrizione
Pensato dall'editore come idea regalo per la festa di S. Valentino, vuole essere una raccolta retrospettiva dei brani più famosi del gruppo, arricchita da inediti come Cercami ancora e da canzoni sentimentali meno conosciute come Amami; curiosa la presenza del brano Noi, che non è una canzone d'amore.
Non è noto se il gruppo, all'epoca sotto contratto con un'altra etichetta discografica, fosse a conoscenza o avesse autorizzato questo progetto promozionale, in ogni caso, l'album è segnalato tra le compilation ufficiali nella discografia presente sul sito della band.
Tutti i brani, provenienti in gran parte dalla raccolta Souvenir: The Very Best of Matia Bazar del 1998, sono le versioni, con Antonella Ruggiero voce solista, rimasterizzate quando l'etichetta discografica era proprio la Virgin, sebbene questa nuova antologia sia stata pubblicata in un momento in cui, della formazione originale dei Matia Bazar, erano presenti solo Giancarlo Golzi, mai andato via, e Piero Cassano, da poco rientrato nel gruppo.

## I brani
- Amami
Compare per la prima volta in versione rimasterizzata.
- Cercami ancora - Inedito
Pubblicato in precedenza come singolo (lato B) e come bonus track nell'edizione giapponese dell'album Aristocratica (1984)[2].
- I Feel You
Versione in lingua inglese (di durata ridotta) del successo internazionale Ti sento. Già pubblicata nel 1986 su maxi singolo 12" in Germania e nel 1987 come bonus track / traccia fantasma sulla ristampa in CD del 1987 dell'album Melanchólia[2].

## Tracce
L'anno indicato è quello di pubblicazione dell'album o del singolo che contiene il brano.
CD
1. Ti sento – 4:15 (testo: Aldo Stellita – musica: Sergio Cossu, Carlo Marrale) – 1985
2. Per un'ora d'amore (versione album) – 3:58 (testo: Giovanni Belfiore, Aldo Stellita – musica: Piero Cassano, Carlo Marrale) – 1976
3. Solo tu – 3:29 (testo: Aldo Stellita – musica: Piero Cassano, Carlo Marrale) – 1977
4. Mi manchi ancora – 5:29 (testo: Aldo Stellita – musica: Antonella Ruggiero, Sergio Cossu) – 1987
5. Amami – 4:05 (testo: Aldo Stellita – musica: Sergio Cossu, Carlo Marrale) – 1985
6. Souvenir (versione album) – 4:36 (testo: Aldo Stellita – musica: Sergio Cossu, Carlo Marrale) – 1985
7. Cercami ancora – 4:05 (testo: Aldo Stellita – musica: Carlo Marrale) – 1984, inedito
8. Noi (versione album) – 5:06 (testo: Aldo Stellita – musica: Sergio Cossu) – 1987
9. Stringimi (versione album) – 5:18 (testo: Aldo Stellita – musica: Sergio Cossu) – 1989
10. Sentimentale – 4:54 (testo: Aldo Stellita – musica: Carlo Marrale) – 1989
11. Stasera che sera – 3:23 (testo: Aldo Stellita – musica: Piero Cassano, Carlo Marrale) – 1975
12. E dirsi ciao – 4:48 (testo: Giancarlo Golzi, Aldo Stellita – musica: Antonella Ruggiero, Piero Cassano, Carlo Marrale) – 1978
13. I Feel You (edited version) – 4:18 (testo: Sandy Marton – musica: Sergio Cossu, Carlo Marrale) – 1986

## Formazione
- Antonella Ruggiero - voce solista; batteria in Stasera che sera
- Sergio Cossu (1,4,5,6,8,9,10,13) - tastiere (eccetto Cercami ancora)
- Piero Cassano (2,3,11,12) - tastiere e voce (eccetto Cercami ancora); chitarra (solo 3 e 12)
- Carlo Marrale - chitarre, voce
- Aldo Stellita - basso
- Giancarlo Golzi - batteria (eccetto Stasera che sera)